# ストリートファイターZERO
『ストリートファイターZERO』（ストリートファイターゼロ、Street Fighter ZERO）は、カプコン製作の2D対戦型格闘ゲームである。通称『ストZERO』。1995年に1作目が登場した後、バージョンアップ版および移植版を除き3作品制作されている。アメリカ市場では、 "ZERO" という単語にはネガティブな意味合いが強いため、タイトルが"Street Fighter ALPHA"（ストリートファイター アルファ）に変更された。そのため「ZEROカウンター」は "ALPHA COUNTER" に、『ZERO3』の「Z-ISM」は "A-ISM" に変わっている。アジア圏では日本と同じ『ZERO』のままである。
発売は『ストリートファイターII』（以下『II』と表記）シリーズの後であり、タイトルは『ZERO』となっているが、物語の時代設定は初代『ストリートファイター』（以下『I』と表記）と『II』との間である。

## 特徴
本シリーズの特徴として、『II』シリーズのようにドットパターンを駆使したグラデーションで陰影を表現するのではなく、『ヴァンパイア』シリーズに採用されたアニメ絵の手法を用いたグラフィックを採用したことが挙げられる。これにより、クオリティーを統一しつつもアニメーションパターンを増やすことに成功している。それに伴ってキャラクターデザインもデフォルメ色の強いアニメ絵調のタッチとなり、本家シリーズと大きく異なる雰囲気となった。また「ミステリアス・ファクト」として隠しキャラクターや隠しモードを多く入れている。

## 開発
『ストリートファイターIII』（以下『III』と表記）の開発が遅々として進まないために発案された繋ぎ企画だったが、『ZERO』が作られた後も『III』が完成していなかったため『ZERO2』が作られ、シリーズ化された。『ZERO』の前年（1994年）に登場した『スーパーストリートファイターII X』（以下『II X』と表記）のタイトル案に『スパIIZ』というものがあり、その名残として開発者の間では当初『スーパーストリートファイターZ』と呼ばれていた。『III』が「究極の2D格闘対戦ゲーム」として練り込まれたのに対し、『ZERO』シリーズは「一定の開発期間でどこまで作り込めるか」という従来とは異なるコンセプトで制作された。また家庭用ゲーム機への移植を前提に制作されている。
なお本シリーズの時間軸は『I』と『II』シリーズの間をイメージされており、『ZERO2』までの各キャラクターのエンディングは『II』に繋がる伏線を垣間見ることができる。リュウやケンの最終ボスがベガでないのも、『II』へのつながりを考えてのもの。
世界観などの設定を担当した村田治生は『II』シリーズのパラレルワールド的な世界と考えており、イメージとしては『I』の数か月後の話だが厳密にはどういうものかは決めておらず、キャラクターの生年月日も考えていないと語っている。また、「プレイヤーに想像して自由に世界をつくってほしいので押しつけがましい設定をするのは止めている」としており、『I』『II』と同じ時間軸かどうかはあいまいにしている。『ZERO』のコンセプトの1つとして、プレイヤーが「もしかしたらこんなことが昔あったんじゃないかな」と考えているような夢の対決的なものをやってみたいというものがあり、本シリーズに登場するナッシュも『II』に名前だけ登場したナッシュと同一人物かは明記されておらず、エンディングで死んでいるとも生きているとも思ってかまわないとしている。村田によると『ストリートファイター』は全シリーズ通して世界観が繋がっているわけではなくキャラクターのストーリーごとに独立した世界があるが、『ZERO』ではそれを特に強調しており、『ZERO』と『ZERO2』のストーリーはリンクしていないという。ただし、『ZERO3』はストーリー構成にこだわったと言い、それまでキャラクターごとに独立していた世界が1つにまとめられている。また、最終ボスをベガに固定することで強いベガを復活させることをテーマとしている。本シリーズのプロデューサーである船水紀孝は『ゲーメスト』のインタビューにおいて、スーパーコンボなど『ZERO』で使えていた技が『II』で使えなくなっていることについて、「ストーリー上では『II』の流れを汲んでいますが、早い話が異世界、パラレルワールドと受け取ってください」と答えている。また、船水は設定を1回リセットしてパラレルワールドにしたいと思い、村田の「もう、いいじゃないですか」という一言で決まったと語っている。
また、当シリーズの開発者の1人である伊津野英昭へのインタビューでは、元々はBENGUSが描いた初代『ストリートファイター』のイラストを使い、スーパーファミコン（略称：SFC）に移植する前提で『ストリートファイタークラシック』（略称：SFC）を出そうという企画が転じて当タイトルになったことや、CPシステム基板の在庫処理の必要があったこと、また『ストリートファイターIII』に当時のカプコン開発陣のエースが投入されていたことから、若手を中心に「やりたいことやったらいいんじゃないか？」というコンセプトのもと、製作されたことが語られている。

## ストリートファイターZERO
1995年6月27日発売。『ZERO』シリーズ第一作。
『I』や『ファイナルファイト』からキャラクターが参加し、また長らく謎の存在だったガイルの親友ナッシュが登場。空中ガード、ダウン回避、ZEROコンボ、ZEROカウンター、オートモードといった新機能の追加、投げの仕様変更など、『II』シリーズから大幅なシステム変更がされている。また、アニメ映画を再現したドラマチックバトルなどの隠し要素もある。
『ZERO』シリーズは『ZERO3↑』を除き全てシステム基板はCPシステムIIだが、本作のみCPシステム互換の一般家庭向けカートリッジ式システム「CPSチェンジャー」への移植版が存在する（後述）。
ゲーム誌『ゲーメスト』（新声社）誌上で行われた「第9回ゲーメスト大賞」（1995年度）において大賞4位を獲得、その他にベスト対戦格闘賞で4位、ベストグラフィック賞で6位、ベスト演出賞で2位、ベストVGM賞で7位、プレイヤー人気で3位、ベストインカムで2位、年間ヒットゲームで3位を獲得した。

### ゲームシステム
スーパーコンボ
攻撃などの行動で溜まるスーパーコンボゲージを消費して、強力な必殺技を発動する。画面下にあるスーパーコンボゲージは技を出せば少しずつ溜まっていくが単に出した時よりも技が敵にヒットした時の方が蓄積量が多い。時間経過で増減することはない。『II X』から継承されたシステムだが、『II X』ではキャラクター1人につき1種類（豪鬼を除く）だったのに対し、『ZERO』シリーズでは2 - 4種類持っている。スーパーコンボを発動させると、画面が暗転する瞬間がある。暗転が解けるとコマンドに応じた技で相手を攻撃する。画面が暗転した瞬間に相手の動きを強制的に停止させ、入力を受け付けなくなる時間が生じる。また、それぞれのスーパーコンボにレベル1 - 3までの3段階が存在し、レベルが高いほどゲージを多く消費する分与えるダメージも大きくなり、攻撃判定の発生の早さや無敵時間の長さなどの性能が強化される（例外も存在する）。キャラクターによっては、各レベルごとに技の性質が変わるものがある。スーパーコンボは空中に吹き飛んだ相手にも攻撃が当たるので、空中で連続技として追撃することが可能。オートモードでは、『II X』と同様に1段階制で、最大まで溜まらないと使えない。豪鬼の「瞬獄殺」など、レベル3専用のスーパーコンボもある。
空中ガード
『II』シリーズと違い、空中でもガードできるようになった。相手が地上で出した通常技、一部の必殺技の出際（技によって違う）、スーパーコンボ（例外あり）などは空中ガードできない。一度空中ガードした後は、着地するまで行動できなくなる。
ZEROカウンター
相手の攻撃をガードしたときに発動できるカウンター技。『ヴァンパイア』シリーズのガードキャンセルに似ているが、スーパーコンボゲージを消費する。これを利用して相手の攻撃を待つ戦法が強力だったため、作品を重ねるごとに制約が強くなった。
欧米版での名称は "ALPHA COUNTER"（アルファカウンター）となっている。
『ZERO』では各キャラクターP（パンチ）かK（キック）のどちらか1種類のみ。無敵時間は長め。スーパーコンボゲージをレベル1消費する。
通常投げの仕様変更
相手のガードを崩す手段。キャラクターによって（狭・中・広）の3段階に「投げ間合い」としての範囲は異なる。本シリーズでは、背中を向けている相手には投げ技が掛からない（例えば相手のジャンプの下をくぐって背後に回り込み相手が着地した瞬間に投げを仕掛けるといった行為、もしくは気絶中の相手に背後へ回り込んだ状態から投げることはできない）。
通常投げで掴まれてから投げに移行するまでの短い間に、受けた側が通常投げと同じコマンドを入力すると、投げ受け身を取ってダメージを軽減できる（一部例外あり）。なお技後の硬直中であっても投げ受け身は可能である（代表的な例として挙げるなら「昇龍拳」など上昇系必殺技後の着地を狙われた状況など）。
投げ系必殺技・投げ系スーパーコンボの仕様変更
投げ技系必殺技、投げ技系スーパーコンボもコマンド入力成功時に掴みモーションが発生し、このとき（技を受けた直後も含む）に相手が投げ間合いにいなければ失敗モーションが発生するようになった。例外として真・豪鬼の「瞬獄殺」のみ、技を受けた直後の相手に対しては空振りモーションが発生しない。背中を向けている相手に投げ技をかけた場合も空振りモーションが発生し、投げることはできない。投げ技系必殺技は大きな隙が生じる代わりにゲージが大幅に増える。投げ技系必殺技と投げ技系スーパーコンボでは、掴まれた直後の投げ受け身はできない。
ZEROコンボ
『ヴァンパイア』シリーズのチェーンコンボに似たシステム。タイミング良くボタンを押すと、通常技から別の通常技へと派生させられる。
ダウン回避技
ダウンさせられる技を受けた際、着地と同時に素早く動き、ダウンを回避し前転して起き上がる。相手の起き攻めを回避したり、画面端に追い込まれるのを防ぐのに使用する。ただし前転している間も当たり判定はある。
オートモード
『エックス・メン チルドレン オブ ジ アトム』で初めて導入された、初心者補助システム。相手の攻撃を自動でガードする「オートガード」（立ち・しゃがみの使い分けは必要、『ZERO』のみ回数制限あり）、操作が複雑なスーパーコンボをボタン同時押しで発動できる「イージースーパーコンボ」などの補助があるが、フィニッシュの時を除いて通常技をガードした時も体力は、本来の威力の8分の1が削られ、スーパーコンボゲージがレベル1までしか溜まらなくなるなどのデメリットもある。キャラカラーにもオートガートを選択した時の専用色が用意されている。
ラウンド設定の変更
1本先取から3本先取まで、オペレーターが設定を変更できるようになった。通常は2本先取に設定されることが多かった。
CPU戦の特徴
8人のキャラクターと対戦する。使用するキャラクターごとに、敵キャラクターの出現パターンが決まっている。乱入キャラクターがあり、8人目（最終ボス）は使用キャラクターごとに違っている。体力ゲージの長さは横幅144ドット。残りの体力が3分の1（48ドット）以下になると耐久力が上がり受けるダメージが減る。同じ対戦の時でも攻撃がヒットした時に与えるダメージ量は一定していない。48ドット以下になると体力が減るほど耐久力が上がる。
ドラマチックバトル
ドラマチックバトルとは2対1の対戦を行うモード。『ZERO』では隠しモードとして存在し、リュウ・ケン対ベガの組み合わせに限られている。劇場版アニメ『ストリートファイターII MOVIE』のクライマックスを再現したモードであり、見に行ったスタッフたちが映画に感銘を受けたことで再現された。AC版『ZERO』ではこのモードに限り同映画の主題歌『恋しさと せつなさと 心強さと』のインストバージョン（そのままの楽曲は入れられなかった）が流れるというタイアップ・ファンサービスを兼ねたものになっている。このためAC版『ZERO』の基板にはJASRACのシールが貼られ、そのコストは基板1枚当たり30円と言われている（収録されたバージョンの長さが2分3秒で、当時の許諾料のレートは10円/分（端数切り上げ）であったため）。なお体力ゲージはプレイヤー側の2人で共有となっており、両者が同時に攻撃を受けるとダメージが倍増する。CPSチェンジャー版のみプレイヤーキャラクター2体を自由選択可能に変更されている。

### 登場キャラクター
リュウ 初出：ストリートファイター
声：石塚堅
本シリーズでは己の中に眠る殺意の波動の存在に悩まされる。『I』と同じく赤髪と白い鉢巻で、グラフィックは若々しくなっている。
ケン 初出：ストリートファイター
声：岩永哲哉
旧シリーズに比べると長髪になり、それを赤いリボンで纏めている。本シリーズではリュウに置いていかれることを焦る場面もある。
新スーパーコンボ「神龍拳」が登場。
春麗 初出：ストリートファイターII
声：宮村優子
父が失踪する原因となった秘密結社「シャドルー」を追っている。
「スピニングバードキック」が「旋円蹴」に差し替わっており、使用できなくなっている。
サガット 初出：ストリートファイター
声：三木眞一郎
長年格闘界に君臨していたムエタイの帝王。本シリーズのサガットのストーリーは、彼自身の内面の成長が描かれている。
『II』時代に比べて体重が増加し、グラフィック上も逞しく見えるようになった。また、トランクスの色が青紫地に黄色のラインに変更。
アドン 初出：ストリートファイター
声：高木渉
自らを「ムエタイの新たなる神」であると口はばからず豪語する自信家。貪欲といえるほど絶対的な強さを追求しており、次第に殺意の波動に興味を持つ。
バーディー 初出：ストリートファイター
声：高木渉
酒場の用心棒などで暮らしているアウトローで、「シャドルー」に興味を持つ。入団後はシャドルーの乗っ取りを計画している。
巨体の重量キャラクターだが、突進系必殺技や、飛び道具に対応できる必殺技やスーパーコンボを併せ持つ。また、迎撃に適した技が豊富。
ガイ/ 初出：ファイナルファイト
声：岩永哲哉
「武神流」の極意を追い求め、武者修行を続ける忍者。
ソドム 初出：ファイナルファイト
声：高木渉
ガイたちに壊滅させられた「マッドギア」の再興を目的に活動している。
やや変則的な投げ技系必殺技を持つテクニカルキャラクター。突進系必殺技「ジゴクスクレイプ」は押すボタンによって技が変化し、使い分ければ様々な局面へ対応できる。十手を武器として使う。
ナッシュ 初出：ストリートファイターZERO
声：森川智之
「シャドルー」を追う米空軍中尉で、ガイルの親友。冷静沈着な性格だが、少々キザな一面を持つ。
基本的な操作は『II』のガイルに準ずる。『II』でのガイルのバックストーリーの影響で、エンディングに悲劇的な結末が多く、報われないキャラクターというイメージが定着した。
ローズ 初出：ストリートファイターZERO
声：宮村優子
サイコパワーの対局に位置する神秘の力、ソウルパワーの使い手。邪悪なベガを打倒することを使命として戦う占い師。ナッシュと同じく、エンディングは悲劇的な内容になることが多い。
必殺技はバランスの取れた構成だが、やや癖が強い。
ベガ 初出：ストリートファイターII
声：西村知道
秘密結社「シャドルー」の総帥。世界征服に乗り出すため、自ら世界中を廻り、優れた格闘家を集めている。
本シリーズではサイコパワーの全盛期とあって、『II』シリーズに比べると筋肉質で体格が良い。隠しキャラクターとして登場した。
豪鬼 初出：スーパーストリートファイターII X
声：西村知道
「拳を極めし者」を名乗る謎の格闘家。
多彩かつ軒並み高性能な必殺技や特殊技を持つ反面、耐久力が低い。
『II』シリーズと同様に隠しキャラクターとして使用可能。一定の条件を満たせば、CPUとしても出現する。
ダン 初出：ストリートファイターZERO
声：細井治（家庭用版『ZERO』以降）
父を殺した格闘家、サガットに復讐を誓う男。
隠しキャラクターとして初登場。しかし「隠しキャラクターは強い」という従来の常識を覆し、意図的に弱く設定されている。『ZERO』の対CPU戦では条件を満たすと現れる。

### 開発（ZERO）
岡本吉起によると、『ZERO』は5万枚に上るCPシステムI基板の倉庫在庫を一掃する目的で、ビッグタイトルである『ストリートファイター』を利用するために企画されたものだという。既にスペックが陳腐化したCPシステムI基板で、開発スタッフにかなりの無理をしてもらい制作したものの、経営会議の場で「（上位互換基板である）CPシステムII基板でやってくれ。CPシステムIの在庫は『ZERO』の売り上げで処分する」と言われたとのこと。会社側にCPシステムI基板の全処分を約束させた上で『ZERO』はCPシステムII基板で販売されたが、結局その約束は果たされなかったとのことである。

### 移植版
ストリートファイターZERO
（CPSチェンジャー - 1995年12月5日）
CPシステム互換の一般家庭向けカートリッジ式システム「CPSチェンジャー」への移植版。元々『ZERO』は上位基板CPシステムII用ソフトだったが、その前身でもある下位基板のCPシステム（CPS-1）が在庫として社内の倉庫に抱えてあったため、カプコンがCPシステムとの共通基板であるCPSチェンジャー用の目玉ソフトとして発売。
CPSチェンジャー版はサウンドが一部変更されているほか、起動時に2P側のレバー下と弱キックと強キックを同時に入れているとタイトル画面が赤くなり、隠しモードとしてCPU戦のルートを選択したり、ドラマチックバトルで自由にキャラクターを選択できたり、隠しキャラクター3人を選択画面に常駐させられたり、練習モードやサウンドテスト追加などのアレンジが加えられている。ただし、アーケード版のドラマティックバトルのBGMであった『恋しさと せつなさと 心強さと』は収録されておらず、北米版と同様にベガのBGMになっている。そのためJASRACのロゴも省かれている。
ストリートファイターZERO
（PlayStation - 1995年12月22日、セガサターン - 1996年1月26日）
ほぼそのままの移植だが、CPSチェンジャー版などと同じくBGM『恋しさと せつなさと 心強さと』が未収録である他、新たにダンのボイスが録り直されて独自のものになっている（アーケード版のボイスは他キャラクターの流用だった）。BGMは各ステージのみAC版オリジナルと家庭用リミックス版の2種類（オプションにて任意）を選択可能で、プレイヤーセレクト画面やコンティニュー画面などシステム面でのBGMはAC版とはアレンジが異なっており、こちらに関しては変更不可能。スーパーコンボレベルゲージがAC版ではレベル表示の段が下向きになっていたのに対し、PS版およびSS版では段が上向きになっている。このためゲージMAX状態の「----M--A--X----」表示の横幅がAC版と比較して約2/3に縮小されている。SS版はキャラクターの顔グラフィック下にある名前の表示位置がAC版より若干ずれている。
2014年12月3日より、ゲームアーカイブスにてPlayStation版が配信開始。レイティングはCERO：B（12才以上対象）。
ストリートファイターALPHA -WARRIORS' DREAMS-
（ゲームボーイカラー - 2001年3月30日）
『ZERO』の移植版。開発は当時イギリスにあったCRAWFISH Interactive社が行った。イギリス含む海外では『ZERO』が『ALPHA』に名前を変えて登場しているので、この作品はその逆輸入タイトルであり、そのため登場キャラクターの名前が欧米版のものになっている（ただしエンディングでは日本名になっている）。ハードのボタンが少ないため、ボタンを押す長さで強弱を打ち分ける。「プラクティスモード」を搭載しているが、「2P対戦モード」は存在しない（通信ケーブルには非対応）。ゲームとしての出来は悪くないが、その登場時期から「なぜこの時期にゲームボーイカラーで発売したのか?」という評価がゲーム関連書籍において下されている。
ストリートファイターZERO
（携帯アプリ：iモード - 2006年、ソフトバンクモバイル、au - 2007年）
携帯電話でも遊べるように調整されている。容量のために一部制限があるが、隠しキャラクターを含めた全キャラクターが登場し、声も収録されている。

### 制作スタッフ
- プランナー：船水紀孝 (POO)、MUCCHI（村田治生）、H.ITSUNO -TOMOSHIBI-（伊津野英昭）
- プログラマー：CHAM CHO CHOY（岡田成司）、EGW（江川陽一）、"TEGE KILLER" JYAIAN、KNIGHT RIDER GIU、OGT DM、PON（木村嘉宏）、ARIKICHI（有吉清子）、HARD.YAS -GOUKI-（原田康則）、HAMACHAN、HYPER SHINCHAN（山崎慎一郎）、SUPER "VEGA" SAILOR（廣瀬紀生）、MATSUSHITA -ADON- MASAKAZU（松下正和）
- スクロールデザイン：KONOMI、BUPPO（小林美保）、柴田佳世子、AKIKO MATSUNAGA、中川大輔、前野恵、ISONO、SM、MAGO、MR.ORANDA
- オブジェクトデザイン："DOKKIM" ERIPYON（中村会里）、YATSUNONAWA "D"、JUN MATSUMURA 27（松村淳）、石井誠、CHAMA (C)、GONTA、ARI INUKICHI（岩崎篤嗣）、SEIGO "USHI" KAWAKAMI（川上誠吾）、M. "KOTATUtoNEKO" NAKATANI、ALIEN POLE、KURIOTOKO（來田大介）、CHIMORIN SYOGUN（千本啓五）、TAKECHAN（竹本勝紀）、MASAAKI（田中昌昭）、DWAY NISHIMURA（西村マサル）、NORIHIDE = Fnyako.F、SHin-Ya.M（藤井紀秀）、SUPER-8、"NORIKO" M.TSUJIMOTO、R、SAGATA（相方貴文）、Takayuki Kosaka（高坂隆之）
- ミュージックコンポーズ：ABE "Oyaji" ISAO（阿部功）、SYUN "KOBEKKO" NISHIGAKI（西垣俊）、YAMAMOTO "purple" SETSUO（山本節生）、KADOTA "pop'n" YUKO（竹原裕子）、kuru-kuru ohance IWAI（岩見直明）、MIZUTA "groovy" Naoshi（水田直志）
- サウンドデザイン：Hiroaki "X68K" Kondo（近藤広明）、Ryoji（山本亮治）
- プロデューサー：IYONO PON
- スペシャルサンクス：白岩卓也、Hattari、CAPCOM ALL STAFF

### 漫画
ストリートファイターZERO
中平正彦著。『ゲーメスト』（新声社）連載。ゲーメストコミックスとして発行され、集英社ジャンプリミックスで再版された。
ゲーム本編の漫画化。殺意の波動に翻弄されるリュウが、人との関わり合いの中でそれを克服していく物語。

### 小説
ストリートファイターZERO 春麗
著：北条千夏、イラスト：うるし原智志。ワニブックス刊。

### 関連書籍
- 『ゲーメストムック Vol.16 ストリートファイターZERO』新声社（原著1995年10月13日）。ISBN 978-4881992418。
- スタジオベントスタッフ『ALL ABOUT Vol.11 ストリートファイターZERO』電波新聞社（原著1995年10月25日）。
- 『ゲーメストムック / EXシリーズ Vol.2 STREET FIGHTER ZERO PERFECT GUIDE』新声社（原著1996年2月25日）。

### ゲーメスト ビデオ
- GAMEST VIDEO VOL.19 STREET FIGHTER ZERO（1995年9月30日 新声社）。ISBN 4-88199-210-4。

### オリジナル サウンド トラック
- ストリートファイターZERO（1995年8月21日にSMEより発売）

### ドラマCD
ストリートファイターZERO 外伝 〜春麗旅立ちの章〜
幼少から刑事になるまでの春麗を主人公にしたシリーズの過去を描く。このCDではリュウとケンの師匠・ゴウケンと春麗の父・介臣とのある繋がりからリュウと出会う。
- 原作：カプコン
- 販売：ビクターエンタテインメント株式会社 1995年12月16日、VICL-8181
- キャスト
  - 春麗：横山智佐
  - リュウ：辻谷耕史
  - ベガ：佐藤正治
  - 介臣：大塚芳忠
  - ゴウケン：谷口節
  - ケン：二又一成
  - じいさん：北村弘一
  - 祖父：稲葉実
  - 揚：津田英三
  - 舐：伊井篤史
  - 刑事：石塚運昇
  - 呂：辻親八
  - アナウンサー：古田信幸
  - 審判：菅原淳一

## ストリートファイターZERO2
1996年3月25日稼働開始。新キャラクターを追加し、ゲームバランスを調整した作品。ZEROコンボ削除、オリジナルコンボ追加などシステムも変更。隠しキャラクターとして『II』シリーズ衣装の春麗を使用できる。また一定条件を満たすと、キャラクターに応じた特定のCPUが乱入してきたり、CPU専用の隠しボスキャラクターとして真・豪鬼が登場する。ナレーションは三木眞一郎。
『ZERO2』の北米版『Street Fighter ALPHA2』では、さらに新たな隠しキャラクターとして殺意の波動に目覚めたリュウと『II'』仕様のダルシムとザンギエフが追加されている。これが日本での『ZERO2 ALPHA』登場につながった。
本作では富士通がスポンサーになっており、ロレントステージに広告タイアップが登場している。
『ゲーメスト』誌上で行われた「第10回ゲーメスト大賞」（1996年度）において大賞1位を獲得、その他にベストグラフィック賞で9位、ベスト対戦格闘賞で1位、ベストVGM賞で4位、ベスト演出賞で6位、プレイヤー人気で2位、ベストインカムで1位、年間ヒットゲームで2位を獲得した。その他、ゲーメストムック『ザ・ベストゲーム2』での「読者が選ぶベストゲーム」で10位を獲得した。
1996年8月22日には『ストリートファイターZERO2 ALPHA』が稼働開始。北米版『ALPHA2』をベースに、新たに5人の『II'』仕様のEXTRAキャラクター（リュウ、ケン、春麗、サガット、ベガ）と色違いのさくらを追加して使用可能な隠しキャラクターを10人に増やし、新技や新モードも追加し、バランスを調整したバージョン。隠しキャラクターの選択方法も簡易化されている。
『ZERO2 ALPHA』は「第10回ゲーメスト大賞」（1996年度）においてプレイヤー人気10位、年間ヒットゲーム11位を獲得した。
通常のストーリーに加え「ドラマチックバトル」「サバイバルモード」（1本の体力ゲージで他の全てのキャラクターと連続して戦う勝ち抜き戦）「真・豪鬼モード」（難易度が無条件で最強ランクになり、真・豪鬼と対戦する1試合のみのモードで、コンティニュー不可）が追加された。ソドムステージの大型トラックが『ALPHA2』準拠のデザインになったほか、アーケードのCPUの使用カラーがキックボタンのものに変更されているなど、見た目の変更点も多い。

### ゲームシステム（ZERO2）
前作からの変更点は以下の通り。
スーパーコンボ
『ZERO2』以降は「オリジナルコンボ」の導入に伴うバランスのため、ダメージが弱体化した。
ZEROカウンター
『ZERO2』では相手の攻撃を相殺したあとの攻撃は、通常技と変わらないので、ガードされることもあれば相手からもZEROカウンターをかけられることもある。
- 『ZERO2』 - 全キャラクターPとKの2種類に増えた。特性にも対空向きと対地向きの2種類がある。無敵時間は前作より短くなった（大体は攻撃判定の発生と同時に切れる）。『ZERO』同様、スーパーコンボゲージをレベル1消費する。
- 『ZERO2 ALPHA』 - 『ZERO2』の機能を踏襲。スーパーコンボゲージの消費量がレベル1.5分（ゲージ全体の半分）に上がった（オートモードはレベル1分のまま）。

通常投げの仕様変更
『ZERO2 ALPHA』までは従来の『II』シリーズ同様、相手と密着している状態でレバー入れ中or強のPorKでコマンド成立と同時に投げが発動した。
ZEROコンボ
ZEROコンボは廃止され、『ZERO2』以降はガイの「武神獄鎖拳」や喪流の元など、特定のキャラクターのみに残された。船水紀孝は「通常技というのはつながっていいゲームといけないゲームがあると思うんです。いろいろ工夫すれば使える通常技を作っていたので、それを活かすためにはZEROコンボがどうしても邪魔になっていたんです」と述べている。
オートモード
『ZERO2 ALPHA』ではオリジナルコンボのコマンド変更の関係上、「イージースーパーコンボ」で発動できなくなったスーパーコンボが存在する。
オリジナルコンボ
通称「オリコン」。『ZERO2』より追加。一定以上のスーパーコンボゲージを全て消費して、ゲージに応じた一定時間の間、必殺技の戻りモーションをキャンセルして次の攻撃を出せる。オリコンが発動すると、スーパーコンボゲージの上にオリジナルコンボゲージが表示され、時間経過と共に減っていく。この状態の時に使う通常技、必殺技共にスピードが速くなるため速さに応じた操作が求められる。春麗の「百裂脚」など百裂系の必殺技はヒット数が増加するが、オリジナルコンボの発動中は、技の攻撃力が通常時より低くなる。また、オリジナルコンボの時には多くの連続攻撃がヒットしても相手を気絶させることはできない。ほか、オリジナルコンボにスーパーコンボは組み込めない。
欧米版での名称は "CUSTOM COMBO"（カスタムコンボ）となっている。
ドラマチックバトル
『ZERO2』にはなく、『ZERO2 ALPHA』では独立した1つのゲームモードとなった。プレイヤーキャラクター2体は自由に選択可能で、プレイヤー1人で始める場合はCPUがパートナーになる。敵キャラクターはアドン、サガット、ベガ、真・豪鬼の順に登場し、真・豪鬼を倒せばエンディングとなる。このモードではスーパーコンボゲージが常時LV3に固定されるため、スーパーコンボ・オリジナルコンボが無制限に使用可能で、このモードならではの連続技を追求できる。
サバイバルモード
『ZERO2 ALPHA』より追加。CPUと1キャラクターにつき1ラウンドずつ戦うモード。使用キャラクターがK.O.された時点でゲームオーバーとなる。スーパーコンボゲージはラウンド終了時点で溜った分は次のラウンドに持ち越され、体力ゲージは全回復せずに一定分だけ回復した上で次のラウンドに持ち越されるルールになっている。体力回復量は「必殺技のヒット数」「フィニッシュ」「残り時間」「運」から算出される。必殺技の場合は14ヒット以上の回復量は増加しない。残り時間の場合は、同じ時間で敵を倒してもステージが進むにつれて回復量は目減りする。
真・豪鬼モード
『ZERO2 ALPHA』より追加。無条件で高難易度設定の真・豪鬼と対戦するだけのモードである。勝敗に関係なく対戦が終了するとゲームオーバーとなる。

### 登場キャラクター（ZERO2）
リュウ 初出：ストリートファイター
声：石塚堅
ケン 初出：ストリートファイター
声：岩永哲哉
春麗 初出：ストリートファイターII
声：宮村優子
本シリーズでは基本的にジャージを着用しているが、『ZERO2』では隠しコマンド（春麗にカーソルを合わせ、スタートボタンを3秒以上押したまま選択）、『ZERO2 ALPHA』ではバージョン選択することで、『II』シリーズで着ていたチャイナ服姿になる。
サガット 初出：ストリートファイター
声：三木眞一郎
アドン 初出：ストリートファイター
声：高木渉
バーディー 初出：ストリートファイター
声：高木渉
ガイ/ 初出：ファイナルファイト
声：岩永哲哉
本作ではシステムからZEROコンボが削除されたが、特殊技「武神獄鎖拳」という形でZEROコンボ系の技が残った。
ソドム 初出：ファイナルファイト
声：高木渉
ナッシュ 初出：ストリートファイターZERO
声：森川智之
ローズ 初出：ストリートファイターZERO
声：宮村優子
ベガ 初出：ストリートファイターII
声：西村知道
『ZERO』では隠しキャラクターとして登場したが、本作では通常キャラクターとなった。
豪鬼 初出：スーパーストリートファイターII X
声：西村知道
ダン 初出：ストリートファイターZERO
声：細井治
『ZERO2』からは挑発の種類やコマンドがさらに増え、挑発を繰り返すスーパーコンボ「挑発伝説」が追加された。
以下は本作からの追加キャラクター
ダルシム 初出：ストリートファイターII
声：山田義晴
手足を自在に伸ばして戦うヨガの達人。今シリーズでは流行病に感染した村人たちを救うためのファイトマネーを稼ぐのが目的。
既存の技はすべて継承され、スーパーコンボに「ヨガストライク」が追加された。ダルシムステージには妻のサリーが登場する。
ザンギエフ 初出：ストリートファイターII
声：高木渉
戦いを追い求めるレスラー。「赤きサイクロン」の二つ名を持つ。
『II』時代よりも体格がひときわ大きくなり、リーチも長くなった。飛び道具に弱いのは相変わらずだが、投げに加えて打撃技も強く、全キャラクター中で屈指の攻撃力を誇る。
元 初出：ストリートファイター
声：高木渉
殺し屋の老人で、豪鬼との「死合い」を望んでいる。
「喪流（ソウリュウ）」と「忌流（キリュウ）」という2種類の流派（攻撃パターン）を持ち、バトル中に切り替えて戦う、独自のシステムを使用する。
ロレント 初出：ファイナルファイト
声：山野井仁
軍人による理想国家を目的とし、狂信的な思想を持っている。
ロッド、手榴弾、事前に仕込んでおいたワイヤーなどを使用し、ハイジャンプや特殊な動きをする必殺技を駆使した独特な戦法を得意とする。
春日野さくら 初出：ストリートファイターZERO2
声：笹本優子
リュウに憧れる女子高生。
見よう見まねで習得した技を使うが、性能は全く異なる。『ZERO2 ALPHA』では裏キャラクター扱いで新しく追加されたカラーが存在する。
真・豪鬼 初出：ストリートファイターZERO2
声：西村知道
隠しボスキャラクター。『II』シリーズのCPU仕様豪鬼を再現した性能で、通常の豪鬼を遥かに凌駕する強さを持つ。
殺意の波動に目覚めたリュウ 初出：ストリートファイターZERO2 ALPHA
声：石塚堅
リュウの裏キャラクター。通常のリュウの技に加え一部の豪鬼の技が追加されているが、防御力、気絶耐久値が下がっている。
北米版『ALPHA2』で隠しキャラクターとして登場し、日本版でも『ZERO2 ALPHA』に登場を果たした。

### 移植版（ZERO2）
ストリートファイターZERO2
（PlayStation - 1996年8月9日、セガサターン - 1996年9月14日、スーパーファミコン - 1996年12月20日）
PS版では真・豪鬼が使用可能になり、SS版ではそれに加えて北米版『ALPHA2』の隠しキャラクターと、特定条件下で『ZERO2 ALPHA』の色違いさくらも使用可能。カプコン広報によると「PS版、SS版のそれぞれに何かしらのオマケをつけたい」とのこと。
PS版・SS版共にBGMは全てAC版とはアレンジが異なっている。また、『ZERO2』ではキャラクター数や背景グラフィックなどが増えていることで家庭用に移植する際にキャラクターの大きさや行動パターンなど削られている部分を持っている。
開発段階のインタビューで船水紀孝は、「32ビット機ではグラフィック面では問題がなくRAM容量の関係で、キャラクターのパターン数を削らなければならない。しかし、削っただけでは、アーケードとタイミングが変わってきてしまいます。そこで、似たポーズの絵を流用することでグラフィック数を減らしても、プレイ感覚は変わらなくなります。どの機種も"削るんだけど削らない"を繰り返してます」と述べている。
前作におけるPS版およびSS版ではスーパーコンボレベルゲージのレベル表示の段が上向きになっていたが、今作はAC版同様、段が下向きになりゲージMAX状態の「----M--A--X----」表示もAC版同様になっている。
SFC版は開発初期のタイトルが『スーパーストリートファイターZERO』であり、SFCのスペックから移植に際してはデータを圧縮するための特殊なチップがロムカセットに積んであり、制限も大きく（容量は32メガビット）、ステージ開始までにロード時間が発生する。また、キャラクターの頭身も据え置き機の移植作の中で最も小さい。ただし、オープニングはハード上で再現している。隠し要素として真・豪鬼も使用可能。
2014年8月20日よりWii Uの、2016年8月9日よりNewニンテンドー3DSのバーチャルコンソールにてスーパーファミコン版が配信開始。レイティングはCERO：B（12才以上対象）。
ストリートファイターZERO2
（携帯アプリ：iモード - 2007年、au - 2008年9月）
『ZERO2』もアプリで登場。
ストリートファイターコレクション
（セガサターン - 1997年9月18日、PlayStation - 1997年10月23日）
『スーパーストリートファイターII』『スーパーストリートファイターII X』『ストリートファイターZERO2'』を収録した作品（『ZERO2'』はCD-ROM2枚組のうちのDISC2）。この『ZERO2'』は『ZERO2 ALPHA』のマイナーチェンジ移植版で、隠しキャラクターとして「対戦モード」のみキャミィが使用可能。シャドルー所属時代のキャミィは『X-MEN VS. STREET FIGHTER』が初出であり、『ZERO』シリーズでは今作が初登場となる。オプションには、簡略化されたコマンドでスーパーコンボゲージを消費せずに、スーパーコンボを出せる「スパコンモード」がある（ただし通常の必殺技を出せない弊害が起こる）。
ストリートファイターZERO2'（-ダッシュ）
（PlayStation - 1998年11月12日、セガサターン - 1998年11月19日）
『ストコレ』のDISC2が単独で発売されたもの。それぞれ廉価版扱いで、PS版が『PlayStation the Best』、SS版が『サタコレ』として発売された。リュウ、ケン、春麗、ダルシム、ザンギエフ、サガット、ベガの7人は『ストリートファイターII'』を再現してアレンジされたエクストラキャラクターとして、スタートボタンで任意に選択が可能。
欧米版タイトルは『STREET FIGHTER ALPHA2 GOLD』。本作の元になったアーケード版『ZERO2 ALPHA』はアジアと南米の一部地域でしか稼動していなかった。
PS版はオープニングがハード上で再現されるようになったため、画質の劣化が無くなっている。
2014年12月3日より、ゲームアーカイブスにてPlayStation版が配信開始。レイティングはCERO：B（12才以上対象）。ゲームアーカイブス版は『ZERO2'』名義での配信だが、内容は『コレクション』の方を再現した3本セットになっており、仮想ディスクを入れ替えることで『II』『II X』もプレイ可能（『コレクション』と違い、『ZERO2'』がDISC1扱いとなっている）。
ストリートファイターZERO & ZERO2
（Windows - 1998年3月12日）
PS版をベースにしている。ただしBGMはZEROのリザルト画面を除いてアーケード版のものが使われている。
後にそれぞれ単体の廉価版として、1999年4月16日に「Super1500シリーズ」で『ZERO』が、1999年11月12日に「ULTRA2000シリーズ」で『ZERO2』が再販されている。

#### 『ZERO2'』追加キャラクター
以下は家庭用作品『ZERO2'』で追加されたキャラクター。
キャミィ 初出：スーパーストリートファイターII
声：スーザン・ハート
『II』シリーズとは違い、ベガ親衛隊の「キラービー」として登場。本シリーズでは『X-MEN VS. STREET FIGHTER』と同様の衣装を着ている。
SS版とPS版の『ZERO2'』では、一定条件を満たすと隠しキャラクターとして使用可能（「対戦モード」「トレーニングモード」のみ）。『ストリートファイターZERO Fighter's GENERATION』版『ZERO2'』では最初から全てのモードで使用可能。
『II』シリーズの頃と比べると通常技キャンセルが不可能な技が増えた。

### 制作スタッフ（ZERO2）
- プランナー：船水紀孝 (POO)、NEO_G（石澤英敏）、KANETAKA（兼高克志）
- プログラマー：CHAM CHO CHOY（岡田成司）、PON（木村嘉宏）、有吉清子、HARD.YAS -YOGA & SAKURA-（原田康則）、HYPER SHINCHAN（山崎慎一郎）、SUPER "BIRDIE" SAILOR（廣瀬紀生）
- スクロールデザイン：KONOMI、柴田佳世子、中川大輔、Y.KYO（京谷有紀）、KISABON（木佐貫久司）、OHNISHI（大西弘樹）、TAMA（竹尾圭代）、M.CHIEZOU（中山智恵）、KAZU.T（寺本和美）、TAKAPON、TANOPU（田上陽一）、YAMAMOTO.K（山本行史）、MEGU MEGU（前野恵）、BUCHI（田淵亘）、米塚啓和、KANNO（菅野篤史）、INOYAN（井上孝俊）、SHINNOSUKE（中島伸之介）、HOOLY、FUKUMOYAN（福本容子）、OTSUKI TEIKOKU
- オブジェクトデザイン：ERI_ERI（中村会里）、BALL BOY、YU_SUKE（山本祐介）、石井誠、A IWASAKI（岩崎篤嗣）、ARAHIJUF、SEIGO "USHI" KAWAKAMI（川上誠吾）、K.TAKECHAN（竹本勝紀）、ALIEN POLE、KURIGERUGE（來田大介）、MASAAKI（田中昌昭）、Masawo Tsujimoto、宮本慎弥、RUMI-YAMAGUSHI、Chimorin Shogun（千本啓五）、H.I=RASSI、高坂隆之、小松玲子、SAGATA（相方貴文）
- ビジュアルプランナー：MUCCHI (HARUO.M)（村田治生）
- オリジナルアートワーク：HOLYHOMERUN（BENGUS）
- サウンド＆ボイスデザイン：Hiroaki "X68K" Kondo（近藤広明）
- ミュージックコンポーズ＆アレンジ：西垣俊、山本節生、Tetsuro-（佐藤哲郎）
- オールサウンドプロデュース：ARCADE SOUND TEAM
- プロデューサー：IYONO PON[注 4]、船水紀孝 (POO)[注 5]
- スペシャルサンクス：Scott Pikulski、Rita Rokos、Alison Stroll、Denise Wallner、Darryl Williams、白岩卓也、山本亮治

### 漫画（ZERO2）
さくらがんばる!
中平正彦著。『コミックゲーメスト』（新声社）連載。ゲーメストコミックスとして発行され、集英社ジャンプリミックスで再版された。
さくらを主人公にした外伝。かりんはここからの参戦。
ストリートファイターZERO2
狩那匠著。『覇王マガジン』（講談社）連載。

### 関連書籍（ZERO2）
- 『ゲーメストムック Vol.35 ストリートファイターZERO2』新声社（原著1996年7月10日）。ISBN 978-4881992579。
- スタジオベントスタッフ『ALL ABOUT Vol.14 ストリートファイターZERO2』電波新聞社（原著1996-6-30）。
- スタジオベントスタッフ『ALL ABOUT Vol.16 ストリートファイターZERO2 ALPHA』電波新聞社（原著1996年11月11日）。ISBN 4-88554-463-7。
- 『ゲーメストムック / EXシリーズ Vol.11 STREET FIGHTER ZERO2 PERFECT GUIDE』新声社（原著1996年10月14日）。

### ゲーメスト ビデオ（ZERO2）
- GAMEST VIDEO VOL.25 STREET FIGHTER ZERO2（1996年6月15日 新声社）。ISBN 4-88199-263-5。
- GAMEST VIDEO VOL.26 STREET FIGHTER ZERO2 ライブ・オン・ザ・バトル（1996年7月23日 新声社）。

### オリジナル サウンド トラック（ZERO2）
- ストリートファイターZERO2（1996年6月21日にビクターエンタテインメントより発売）
- ストリートファイターZERO2 UNDERGROUND MIXXES "DA SOUNDZ OF SPASM"（1996年7月24日にビクターエンタテインメントより発売）

### ドラマCD（ZERO2）
ストリートファイターZERO2外伝 さくら・もっとも危ない女子高生
学園に起きる奇怪な事件を正義感の強いさくらが解決していく。
- 原作：カプコン
- 販売：ビクターエンタテインメント株式会社 1996年7月3日、VICL-8201
- キャスト
  - さくら：久川綾
  - リュウ：辻谷耕史
  - 春麗：横山智佐
  - 池山：小杉十郎太
  - ケイ：長沢美樹
  - 桜木：大川透
  - 三浦：家中宏
  - 山口：梅津秀行
  - 五十嵐：鈴木勝美
  - 教頭：田原アルノ
  - 校長：菅原淳一
  - バーディー：小室正幸
  - 橋本：遠近孝一
  - 由美：麻丘夏未
  - 純子：増田ゆき
  - 亜紀子：田仲美夕紀
  - 男子生徒1：加瀬康之
  - 男子生徒2：遊佐浩二

ストリートファイターZERO2 外伝II さくら・もっとも危ない文化祭
- キャスト
  - さくら：久川綾
  - ケイ：長沢美樹
  - マユ：永島由子
  - 友田ユウジ：林延年
  - シンジ：岡野浩介
  - ヒロアキ：鈴木琢磨
  - 伊部：斉藤周
  - ロレント：梁田清之
  - 不良1：加瀬康之
  - 不良2：遊佐浩二
  - 不良3：横尾博之

## ストリートファイターZERO3
1998年7月稼働開始。従来のZEROシリーズを踏襲しつつ、ISMによるキャラクター性能の変化、空中コンボの要素、ガードゲージの導入、投げの仕様の変化、『II』シリーズにあった近距離・遠距離で通常技が変わるシステムの復活（V-ISMは方向キーをガード方向に入力するか否かで、任意に近距離技・遠距離技を切り替えられる。このシステムが無いキャラクターもいる）など、変更多数。ナレーションはグレッグ・イワンに変更され、ナレーションの大幅な台詞内容の変更、従来のフュージョンをベースとしたテーマ曲とは異なり、BGMがデジタルロックになるなど、従来のシリーズとは一線を画している。前作まではリュウ-サガット、ダン-サガットしか特殊な掛け合いが無かったが、今作は一部の組み合わせで特殊な掛け合いが発生する。また、基板が一定期間以上稼働することで隠しキャラクターであるバイソン、ユーリ、ユーニが使用できる他、「クラシカルモード」「マジ（本気）モード」「サバイバルモード」「ドラマチックバトル」「ファイナルバトル」がプレイできるようになる。
『ゲーメスト』誌上で行われた「第12回ゲーメスト大賞」（1998年度）において大賞3位を獲得、その他にベスト演出賞で8位、ベストVGM賞で10位、ベスト対戦格闘ゲーム賞で3位、プレイヤー人気で2位、インカム人気で2位を獲得した。
2001年2月には『ストリートファイターZERO3↑』（-アッパー）が稼働開始。システム基板をNAOMIに変更。ビジュアルメモリを介して『ZERO3 サイキョー流道場』とリンクし、同作のワールドツアーで作成したキャラクターの使用が可能で、家庭用版の逆移植のような位置づけとなっていた。ただしオレ-ISM使用プレイヤーが乱入してきた場合に限り、相手が拒否できる。
登場キャラクターも家庭用移植版に準じた仕様となり、前作のユーリ、ユーニ、M.バイソンが最初から使用可能で個別のストーリーが付き、家庭用『ZERO3』で登場したT・ホーク、ディージェイ、フェイロン、ガイルがプレイヤーキャラクターとして追加され、『II』シリーズの登場キャラクターが全員揃った。殺意の波動に目覚めたリュウも、通常のリュウとは別キャラクター扱いでプレイヤーセレクト画面に登場している。真・豪鬼とファイナルベガも使用可能（基板設定で使用不可にもできる）。
CPS2版に家庭用の追加要素を実装してエミュレーションで動作させていたため、画面上の動作がCPS2版と比較して入力から1/60秒遅れる。

### ゲームシステム（ZERO3）
前作からの変更点は以下の通り。
スーパーコンボ
『ZERO3』ではISMごとにゲージシステムが異なる（ISMシステムの詳細については後述）。また『ZERO3』では、最初からゲージが最大まで溜まっている。
- Z-ISM（欧米版ではA-ISM） - 従来の『ZERO』シリーズと同じで、スーパーコンボが数種類用意されておりレベルの使い分けが可能。『ZERO2』と違いオリジナルコンボは使用できない。ZEROカウンターはレベル1分を消費する。空中ガードやZEROカウンターも出せるスタンダードなISM。
- V-ISM - 最大100%で、50%ずつの2分割で、オリジナルコンボ専用。スーパーコンボは一切使えない。ZEROカウンターはゲージ全体の50%を消費する。
- X-ISM - 使えるスーパーコンボは1種類のみで、最大まで溜まらないと使えない。シンプルなため初心者向けであるが、空中ガードやZEROカウンターがない。またレベルの段階がないため、スーパーコンボ1回に対し全ゲージを消費する。ただし与えるダメージは全ISM中最も大きい。
- S-ISM - ゲージの形状と溜まり具合のみX-ISMと同じだが、それ以外のシステムはZ-ISMに準拠。Z-ISMでLv1専用だったものも含め、スーパーコンボ1回に対し全ゲージを消費する。ZEROカウンターはゲージ全体の1/3を消費する。
  - 『ハイパーZERO』の隠しS-ISMも、ゲージのみX-ISMに準拠しているが、それぞれシステムが異なる。

ZEROカウンター
『ZERO3』では一度入力するごとにガードゲージの上限が下がる。
- 『ZERO3』『ZERO3↑』 - 無敵時間が無くなり、攻撃力が低下した。Z-ISM・S-ISMでは『ZERO2』のPカウンターで、V-ISMでは『ZERO2』のKカウンターが使用可能。X-ISM・クラシカルでは使用できない。使用するたびにガードゲージの最大値が減少するが、最大値がDANGER以下にはならない。なおガードクラッシュ・ZEROカウンターが同時に発生した場合は、ZEROカウンターは発動せずにガードクラッシュ状態になる（ゲージも消費する）。ゲージ消費量はISMにより異なる。
  - Z-ISM - スーパーコンボゲージのレベル1（『ZERO2』までと同様）
  - V-ISM - オリジナルコンボゲージの50%
  - S-ISM - スーパーコンボゲージの1/3
  - 『ハイパーZERO』のSHADALOO-C（緑S-ISM） - ゲージ消費無し

通常投げの仕様変更
『ZERO3』ではレバー入れPPorKK同時押しで掴みモーションが発生し、この時に相手が投げ間合いにいれば投げが発動する。投げが成立するまで予備動作があり、相手を掴めなかった場合、投げの失敗モーションが発生して隙が生ずる。しかしX-ISMやV-ISMのように比較的スーパーコンボゲージが貯まりやすいISMでは、これを逆手に取って相手との距離が離れた状態で空振りモーションを繰り返してゲージを稼ぐこともできる。ボタン同時押しによる投げ（失敗）モーションが出るこのシステムは後年の『ストリートファイターIII 3rd STRIKE』や『ストリートファイターIV』シリーズや『ストリートファイターV』シリーズに継承され、以後通常投げの標準仕様として確立されている。
また『ZERO2 ALPHA』以前では空中投げは一部キャラクターしか持たなかったのに対し、『ZERO3』では全キャラクターに標準装備されている。コマンド入力を使って投げ技を出すコマンド投げが可能なキャラクターがおり、コマンド投げは通常投げより投げ間合いが広い。瞬獄殺もコマンド投げの1つとなる。
ダウン回避技
『ZERO3』では「地上受け身」に変更された。
オートモード
『ZERO3』では削除されたが、ドラマティックバトルで1人の方のみ「オートガード」が使える。また家庭版『ZERO3』の「ワールドツアーモード」には「オートガード」がISMプラスとして存在する。
オリジナルコンボ
『ZERO2』では自動で前進する、ジャンプが不可能であるなど行動に制約があったが、『ZERO3』では普段通りの行動が可能な上に残像に攻撃判定が加わり、より自由に連続技を組み立てられるようになった。
空中コンボ・空中受け身
『ZERO3』より追加。これまでの2D対戦型格闘ゲームでは、空中に吹き飛んだときは当たり判定が消失して追撃できない（もしくは特定の技のみで追撃できる）ことが多かった。『ZERO3』ではこの制限を解除し、3D対戦型格闘ゲームのように浮いている相手に自由に追撃を加えられる。これにゲーム的な制限を加えるシステムとして、一瞬の無敵時間の後に体勢を立て直して着地する空中受け身も追加された。着地するまでは技を出したり空中ガードも可能になるが、再び攻撃をうける可能性もある。なお永久に連続技が入らないよう、画面端では1回（キャンセル必殺技などは2回以上を1回と扱う）の追撃しか入らない画面端補正が付けられている。
ガードゲージ
『ZERO3』より追加されたゲージ。相手の攻撃をガードする度に徐々に減っていき、空になるとガードクラッシュと呼ばれるガードが強制的に解除されるシステムが発生。無防備な状態になる上、ガードゲージの上限が下がってさらにガードクラッシュが発生し易くなる。ZEROカウンターを使用した際も同様にゲージ上限が下がり、ZEROカウンターの利用にリスクを持たせている。ガードゲージは一定時間ガードしなければ徐々に回復していく。ドラマティックバトルでは両者ともガードゲージは無い。
ISM（イズム）セレクト（ZERO3以降）
『ZERO3』より追加。キャラクターを3つのタイプから選ぶ。ISMの違いはゲージシステムや攻撃力の補正だけではなく、キャラクター性能そのものにも差を生み出し、ISMによって全く違う性能を持つキャラクターもいる。
- Z-ISM（欧米版ではA-ISM） - スタンダード。これまでの『ZERO』シリーズを踏襲
- X-ISM - シンプル。一部システムを削ぎ落とし、攻撃力を強化
- V-ISM - バリエーション。オリジナルコンボが使用できる

この他に隠し要素でクラシカルとS-ISM（シャドルー-ISM）がある。ドリームキャスト版『ZERO3』・アーケード版『ZERO3↑』・『ZERO3↑↑』には「ワールドツアーモード」に関連したオレ-ISMが存在する。PlayStation 2版『ファイターズジェネレーション』収録の『ハイパーZERO』には4種類の特殊なS-ISMが存在する。
モードセレクト
『ZERO3』より追加。『ZERO3』では隠しコマンド入力で選ぶことができる。『ZERO3↑』以降ではキャラクターを選んだ後に、ノーマル、本気、サイキョー流、クラシカルの4つから選択でき、モードセレクト中に特定のコマンド入力によりS-ISMの選択が可能。ISMと組み合わせることで、攻撃力の補正だけでなく、条件そのものにも差を生み出している。ただし、クラシカルとS-ISMのみISMとモードの2つを組み合わせることはできない。
- ノーマル - 従来と同じ。モードによるパラメーター補正がかからない。初心者向け。
- 本気 - 攻撃力が上昇する。ただし、サバイバルモードと同様にK.O.されるとゲームオーバーとなる。
- サイキョー流 - ガードゲージが減少した状態でスタートする。
- クラシカル - ISM選択無し。X-ISMをベースに、さらに『ZERO3』特有のシステムまでも削除されており、ガードゲージやスーパーコンボゲージも存在しない。
- S-ISM（シャドルー-ISM） - アーケードではCPU専用、一部の家庭用ではプレイヤーも使用可能。基本的にZ-ISMのシステムだが、スーパーコンボゲージのみX-ISMの特徴を持ち合わせている。
  - 『ハイパーZERO』の隠しS-ISM - それぞれアレンジされたシステムを持っている。ゲージ形状はX-ISM準拠。

CPU戦の特徴
10人のキャラクターと対戦するが、5番目と9番目は使用キャラクターごとに出現するキャラクターが決まっている。10番目（最終ボス）は使用キャラクターがベガ、ユーリ&ユーニ、バイソンの場合はリュウが、それ以外のキャラクターならファイナルベガが出現する。一部のキャラクターはファイナルベガとの対戦前にバイソンかユーリ&ユーニが乱入キャラクターとして登場する。さくら、バーディー、ベガなど一部のキャラクターは特定のキャラクターが極端に出現しやすい、または特定のキャラクターが必ず登場するといった特殊なCOM出現テーブルを持っている。10番目（最終ボス）戦は負けた場合コンティニューはできずバッドエンディングになってしまう（本来のベガのエンディングになるが、ベガなど一部のキャラクターで負けた場合はリュウのエンディングになる）。
ZERO3↑・家庭用ZERO3・ZERO3↑↑
『ZERO3』に準規しているが、一部変更あり。10番目は使用キャラクターがベガの場合はリュウが、殺意の波動に目覚めたリュウなら真・豪鬼が、それ以外のキャラクターならファイナルベガとなる。殺意の波動に目覚めたリュウの場合は9番目にファイナルベガが登場するので、唯一ベガだけがファイナルベガと戦わない。ユーリ、ユーニ、バイソンには新たにシナリオが追加されているため、5番目と9番目と10番目（最終ボス）の出現キャラクターが『ZERO3』とは異なる。なおEXバイソンはバイソンに、真・豪鬼は豪鬼に、ファイナルベガはベガに準規する。また、リュウと殺意の波動に目覚めたリュウは別のキャラクターとしてプログラムされていて、敵キャラクターの出現パターンが異なる。
業務用『ZERO3↑』以外は最終ボスに負けてもバッドエンディングにならず、コンティニューできるようになっている。
ドラマチックバトル
『ZERO3』では一部キャラクターのCPU戦（コンピュータが対戦相手を操作するストーリーモード）で、最終ボスであるファイナルベガ戦の前にユーリ&ユーニと1対2で対戦する「逆ドラマチックバトル」と呼ばれるステージがある。またPS版と『ZERO3↑↑』以外の「ドラマチックバトルモード」での1人プレイでは、選択したキャラクターと関連のあるキャラクターがパートナーになる（例えばリュウを選べばケン、さくらを選べばかりん、サガットを選べばアドンなど）。敵キャラクターとしてV-ISMアドン、X-ISM豪鬼、S-ISMバイソン、バルログ、サガット、ファイナルベガ（バルログとサガットもS-ISMになるが、ゲージ仕様以外はZ-ISMと同じ）の順に登場する。PS版ではリュウ&ケン、ユーリ&ユーニ、同キャラクターのコンビのいずれかによるアーケードと同様のプレイか、もしくはメンバー自由選択の1戦のみとなっている。『ZERO3↑↑』ではパートナーも任意に選択でき、対戦相手はランダム5人+それまでの作品における2人目以降（X-ISM豪鬼、S-ISMバイソン、S-ISMバルログ、S-ISMサガット、ファイナルベガ）となっている。なお『ZERO3』では体力ゲージがチームのメンバーで個別となっている一方、スーパーコンボゲージは通常の仕様となった。
サバイバルモード
『ZERO3』では、ガードゲージが減らされた場合は、次のラウンドでリセットされる。

### 登場キャラクター（ZERO3）
リュウ 初出：ストリートファイター
声：森川智之
『ZERO3』では従来と違い「竜巻旋風脚」が強弱に応じてヒット数が変化するようになった。気絶値も高く強力な技になっているが、バージョンアップ版の『ZERO3↑』では気絶値が低く調整されている。
ケン 初出：ストリートファイター
声：岩永哲哉
『ZERO3』からは『III』シリーズで使用していた蹴り技を連続して放つLV3限定スーパーコンボ「疾風迅雷脚」が追加された。
春麗 初出：ストリートファイターII
『ZERO3』ではX-ISMを選択することで、『II』シリーズで着ていたチャイナ服姿になる。
『ZERO3』のX-ISMでは「スピニングバードキック」が使用可能。
サガット 初出：ストリートファイター
声：三木眞一郎
アドン 初出：ストリートファイター
声：高木渉
『ZERO3』のX-ISMでは、「ジャガーキック」が必殺技ではなく、通常技のキックボタンで出る（必殺技ではないため、削り能力は無いが、性能は必殺技版「ジャガーキック」よりも高い）。初期のロケテスト版では強「ジャガーキック」のみ、しゃがみガードができない中段攻撃扱いだった。
ガイ/ 初出：ファイナルファイト
声：岩永哲哉
ソドム 初出：ファイナルファイト
声：高木渉
『ZERO3』でX-ISMを選択した場合は『ファイナルファイト』で使用していた日本刀を持つ。
ナッシュ 初出：ストリートファイターZERO
声：森川智之
『ZERO3』ではそれまでのエンディングから一転、ベガとサイコドライブを撃破しているほか、他のキャラクターのエンディングにも多く登場している。
ローズ 初出：ストリートファイターZERO
声：根谷美智子
ベガ 初出：ストリートファイターII
声：西村知道
豪鬼 初出：スーパーストリートファイターII X
声：西村知道
ダン 初出：ストリートファイターZERO
声：細井治
ダルシム 初出：ストリートファイターII
声：山田義晴
ザンギエフ 初出：ストリートファイターII
声：高木渉
元 初出：ストリートファイター
声：高木渉
ロレント 初出：ファイナルファイト
声：山野井仁
『ZERO3』のエンディングでは中々の男振りを見せており、完全な悪党とは言い切れない。
春日野さくら 初出：ストリートファイターZERO2
声：笹本優子
真・豪鬼 初出：ストリートファイターZERO2
声：西村知道
AC版『ZERO3』で一旦削除されたがPS版『ZERO3』で復活し、殺意の波動に目覚めたリュウ使用時の最終ボスとして登場する。家庭用版の一部作品およびAC版『ZERO3↑』でのみ使用可能。
殺意の波動に目覚めたリュウ 初出：ストリートファイターZERO2 ALPHA
声：森川智之
AC版『ZERO3』で一旦削除されたがPS版『ZERO3』で復活。
キャミィ 初出：スーパーストリートファイターII
声：河本明子
以下は本作からの追加キャラクター
ブランカ 初出：ストリートファイターII
声：上田祐司
外の世界に興味を持ち、旅行者の車でジャングルから出てきた野生児。フルーツが大好物。本作では言葉が喋れない。
エドモンド本田 初出：ストリートファイターII
声：菅原正志
スモウの素晴らしさを広めるために世界へと出る。CPU戦ではリュウ、さくら、ソドムなどの日本と縁の深いキャラクターとの会話が多い。
『ZERO2』のソドムのエンディングにも出演しており、相撲場所に挑んできたソドムと頭突きの勝負をしている。
バルログ 初出：ストリートファイターII
声：上田祐司
強く美しい対戦相手を用意することを条件にベガに協力している。本作でのベガからの依頼は、自我を持ち始めているキャミィの捕獲である。
バルログステージ限定で、必殺技を使用する際にボタン同時押しすると、『II' TURBO』までのように金網へ張り付くことができる。
コーディー 初出：ファイナルファイト
声：山寺宏一
喧嘩により投獄され、見た目や性格が原作と一変した。ロレントから「その体たらくはどうした」と叱責されている。
『ファイナルファイト』と同じくナイフを拾い、それを攻撃に用いる。V-ISMを選択するとガードゲージが短くなる代わりに、レバーをガード入力すると相手の攻撃を避ける。
レインボー・ミカ 初出：ストリートファイターZERO3
声：竹内順子
ザンギエフに憧れる女子レスラー。プロデビュー前のプロモーションとして腕の立つ格闘家相手に野試合を挑む旅に出る。
変則的な性能の技が多い。スーパーコンボ「サーディンズビーチスペシャル」などではプロレスのリングが登場するという演出も。
神月かりん 初出：ストリートファイターZERO3
声：山田美穂
大財閥の令嬢。さくらに敗れて以降、彼女をライバル視するようになり、常に勝負を挑んでくる。
必殺技「紅蓮拳」は派生の多さが特徴で、他の必殺技にも派生でき、かりんの連続技の主軸となる技。
AC版『ZERO3』のステージはさくらと同じ場所で時刻のみ異なっていたが、家庭用移植の際に財閥所有の客船「クイーン・オブ・ヴィクトリー号」に変更された。
バイソン 初出：ストリートファイターII
声：山寺宏一
ベガの側近で、報酬と地位を目的に戦い続けている。操作キャラクターによってはベガ戦の前に乱入キャラクターとして登場する。
AC版『ZERO3』では通常技が『II'』『II' TURBO』よりも少なかったが、PS版『ZERO3』から性能が変更され、専用のエピソードも追加された。AC版『ZERO3』の性能のバイソンも、隠しキャラクターのEXバイソンとして選択できる。
ユーリ 初出：ストリートファイターZERO3
声：河本明子
ベガ親衛隊の一人。名前の由来はドイツ語の7月。PS版『ZERO3』で追加されたエピソードで、サンダー・ホークの恋人ジュリアだった事実が判明。
キャミィと性能は似ているが、必殺技の種類が少ない。
ユーニ 初出：ストリートファイターZERO3
声：河本明子
ベガ親衛隊の一人。名前の由来はドイツ語の6月。PS版『ZERO3』で追加されたエピソードでは、ベガの命令によりリュウを追うことになる。
キャミィと性能は似ているが、一部の技がタメコマンドになっている。また高速移動技・コマンド投げも使いこなす。
ファイナルベガ 初出：ストリートファイターZERO3
声：西村知道
『ZERO3』の最終ボス。PS版以外の家庭用とAC用『ZERO3↑』で使用可能。
通常のベガよりも性能が強化され、強攻撃の一部が異なる他、スーパーコンボとして画面全体を攻撃する上に相手の体力を7割近く奪う大技「ファイナルサイコクラッシャー」を持っている。

### 移植版（ZERO3）
ストリートファイターZERO3
（PlayStation - 1998年12月23日、セガサターン - 1999年8月5日）
キャラクターを成長させて楽しむ「ワールドツアーモード」が追加された。このモードではガードゲージが減らない、V-ISM以外でもオリジナルコンボを使えるなどの強化が可能で、ここで鍛えたキャラクター同士で対戦することもできる。アーケードからの追加キャラクターとしてT.ホーク、ディージェイ、フェイロンが、さらに隠しキャラクターとしてガイル、殺意の波動に目覚めたリュウ、真・豪鬼が登場。またM.バイソンの性能が新たに設定し直されている（AC版『ZERO3』性能のM.バイソンは隠しキャラクターのEXバイソンとして選択可能）。さらにアーケードではベガと共通だったユーリ、ユーニ、M.バイソンのストーリーが追加され、追加キャラクター6名とM.バイソンには新しいステージが追加された。このうちT.ホーク、ディージェイ、フェイロン、ガイル、M.バイソンは新規に描き下ろしであり、殺意の波動に目覚めたリュウ、真・豪鬼は通常の豪鬼ステージと共用だが、背景色とBGMが異なる。
SS版は動作に拡張RAMカートリッジ4MBが必須となっており、ソフト単品版とカートリッジ同梱版の2種類が発売された。RAMカートリッジの使用により、ほぼAC版に近い移植度を実現している。追加要素の面ではPS版をベースとした内容に加えて、追加モードやキャラクターが最初から解禁されており、ファイナルベガの使用、ドラマチックバトルの調整が施された。ただし、先に発売されたDC版と違いVSモードでファイナルベガをCPUに操作させることができない。
2014年12月3日より、ゲームアーカイブスにてPlayStation版が配信開始。レイティングはCERO：B（12才以上対象）。
ストリートファイターZERO3 サイキョー流道場
（ドリームキャスト - 1999年7月8日）
PS版・SS版とはワールドツアーの仕様が異なる。ワールドツアーのキャラクターをAC版『ZERO3↑』で使用可能。PS版の隠しモードやキャラクターのほとんどはデフォルトで使用可能。AC版『ZERO3』では隠しコマンド入力で本気、サイキョー、クラシカルのモード変更が可能だったが、本作ではキャラクター選択時にモードセレクトが実装され、その後にISMを選ぶ形式に変更されている。PS版、SS版のドラマティックバトルでは、プレイヤー1人で遊ぶ場合は、規定のノンプレイヤーキャラクターか同キャラクターでチームを組むことになっていたが、本作ではパートナーとなるキャラクターも自由に選択できるように改良されている。
ストリートファイターZERO3 サイキョー流道場 for Matching Service
（ドリームキャスト - 2001年2月15日）
ドリームキャストダイレクト専売商品。マッチングサービスによる通信対戦対応となった（ただしマッチングサービスは2003年9月1日をもって終了）。旧版と違い、ワールドツアーの獄炎島コースの最後に出てくるファイナルベガ2体を倒してクリアするとエンディング終了後に新たなISM PLUSとして「Air Chain Combo」を獲得できるようになった。また、新たな要素としてワールドツアーをしなくても、ステータスやISM PLUSを設定できる「エディットモード」が追加された。
ストリートファイターZERO3↑
（ゲームボーイアドバンス - 2002年9月27日）
一定条件下で『CAPCOM VS. SNK 2 MILLIONAIRE FIGHTING 2001』（以下『CvS2』と表記）に登場したユン、マキ、イーグルが使用可能となり、アーケード版で登場した総勢30人以上のキャラクターが収録されている（ただし、EXバイソンは削除されている）。通信ケーブルを使うことで、1カートリッジプレイやマルチカートリッジプレイに対応している。
GBAはボタンが少ないため、LB同時押しなどボタンの組み合わせで中攻撃を出すようになり、簡易コマンドが用意されている。容量の関係上、ボイスの使いまわし、一部の背景の削除、エンディングの簡略化（ベガと殺意の波動に目覚めたリュウ以外は個別のエンディングは無い）など、様々な要素が削られている。また通常投げのコマンドがボタン同時押しではなく、『CvS2』から追加されたキャラクターはZEROカウンターにISMごとの違いがない。
ストリートファイターZERO3↑↑（-ダブルアッパー）
（PlayStation Portable - 2006年1月19日）
レイティングはCERO：A（全年齢対象）。ユン、マキ、イーグルに新たに個別のエンディングが追加され、さらに『CAPCOM FIGHTING Jam』からイングリッドが追加キャラクターとして登場。GBA版から登場していた3人のステージはユンがフェイロンと、マキがガイと、イーグルがバーディーと同じステージになっている。イングリッドは固有のステージを持っていない。GBA版では『CvS2』から追加されたキャラクターはZEROカウンターにISMごとの違いがなかったが、PSP版では修正され違いが出るようになっている。
今までの家庭用にあったモードをほぼ全て網羅し（ワールドツアーモードはDC版『ZERO3』方式）、新たな要素としてVS.シリーズのように2人チームをメンバーを交代させながら戦う「ヴァリアブルバトル」、自由に対戦できる「フリーバトル」、CPU相手に100人連続対戦する「VS100KUMITE」などのモードが追加され、また「ドラマチックバトルモード」も対戦相手が10人にパワーアップしている。通信対戦では8人までのトーナメント戦とチーム戦も可能になった。
2007年1月25日には、廉価版『カプコレ』として再発売された。2009年1月29日には、『ヴァンパイア クロニクル ザ カオスタワー』とのカップリングで『バリューパック』として再発売となった。
なお、このソフトは4GB以上のメモリースティックについては対応しておらず、挿入していても認識されないためゲームデータが保存できない（データを保存するためには4GB未満のメモリースティックが必要となる）。これは上記のバリューパックでも修正されていない。

#### PS版『ZERO3』追加キャラクター
以下はPS版『ZERO3』で追加されたキャラクター。
フェイロン 初出：スーパーストリートファイターII
声：鳥海浩輔
香港の映画俳優。本作はまだ世界的なスターになる前の時期で、自身を磨くためにストリートファイトを続ける。
ディージェイ 初出：スーパーストリートファイターII
声：大塚芳忠
本作では一介のキックボクサーで、まだ歌手活動はしていない。CPU戦ではムエタイ使いであるアドンやサガットと闘う。
サンダー・ホーク 初出：スーパーストリートファイターII
声：飯塚昭三
サンダーフット族の戦士。村の住人が次々と失踪したため、その手がかりを追っている。
ガイル 初出：ストリートファイターII
声：土屋トシヒデ
本作では米空軍中尉として登場。軍からの司令により、軍令を無視して暴走しがちのナッシュを止めにいく。後にナッシュに同調して、シャドルーと戦うことになる。
PS版『ZERO3』・GBA版『ZERO3↑』では隠しキャラクター。『II』シリーズに登場したキャラクターの中では、最も遅い登場となった。

#### GBA版『ZERO3↑』追加キャラクター
以下はGBA版『ZERO3↑』の隠しキャラクター。この他は『ZERO3↑↑』および『カプコン ファイティング コレクション2』（以下『CFC2』と表記）収録の『ZERO3↑』のみ登場。
マキ 初出：ファイナルファイト2
声：長沢美樹
武神流39代目継承者の座を巡り、ガイを追う。『ZERO3↑↑』および『CFC2』収録の『ZERO3↑』では「烈風脚」の性能が改良された。
『ZERO3↑↑』でのステージはガイと共用。
イーグル 初出：ストリートファイター
声：山野井仁
より洗練されたデュエルを求めて、世界を旅する。紳士的な態度で、『CvS2』で見られた同性愛的な言動はやや抑えられている。
『ZERO3↑↑』でのステージはバーディーと共用。
ユン 初出：ストリートファイターIII
声：伊藤健太郎
同郷の映画俳優・フェイロンが麻薬取引に絡んでいるという噂を聞きつけ、彼を追ってヤンと共に旅をする。『ZERO3↑↑』および『CFC2』収録の『ZERO3↑』では『CvS2』と同様に「飛天双龍陣」が使用可能。
『ZERO3↑↑』でのステージはフェイロンと共用。

#### 『ZERO3↑↑』追加キャラクター
『ZERO3↑↑』および『CFC2』収録の『ZERO3↑』に登場する追加キャラクター。
イングリッド 初出：CAPCOM FIGHTING Jam
声：城雅子
自身の紋章の力（ほかの人物からは「サイコドライブ」と呼ばれている）を奪還する目的でベガのもとを訪れる。『ZERO3』のストーリーのキーワード、「サイコドライブ」に最も大きな関わりがあるキャラクター。
『CAPCOM FIGHTING Jam』でのデミトリの「ミッドナイトブリス」を喰らって変身した時の姿が勝利ポーズとして追加されている。
自身の専用ステージを持たない唯一のキャラクター（アーケードモードで敵として登場した場合は、ほかのステージの中からランダムで対戦ステージが選出される）。

### 制作スタッフ（ZERO3）
- プロデューサー：船水紀孝
- ディレクター：太田直仁、大橋守、BURUMA（小嶋慎太郎）、OHKO ZERO5（大小原宏治）
- ビジュアルプランナー：村田治生
- プログラマー：CHAM（岡田成司）、HARD.YAS 〜?-ISM〜（原田康則）、PON（木村嘉宏）、HYPER SHINCHAN（山崎慎一郎）、24 〜Nishi〜（西村幸雄）、Minomi 〜RockMan-ISM〜（蓑宮正哲）、REIKO TOH（唐鈴児）、Senor、KNIGHT RIDER GIU、ITTETSU
- キャラクターデザイナー：AKIMAN（あきまん）、OSUSI
- タイトルデザイナー：SHOEI（岡野正衛）
- オブジェクトデザイン：ERI-N（中村会里）、FUJIHARA、MIZUHO（陰山みずほ）、TAKEMOTO（竹本勝紀）、五十嵐仁、MIZUPYON（森本みずえ）、KIMO KIMO JINZIN（木本壮紀）、BALL BOY、YUESUKE（山本祐介）、D-KURITA（來田大介）、A.IWASAKI（岩崎篤嗣）、KANAME（藤岡要）、Fuzii & Peliko（藤井紀秀）、CHIMORIN SHOGUN（千本啓五）、SAGATA（相方貴文）、IKUSAN Z（中山郁夫）、KITASAN、YU-TEN.NAKANO（中野雄天）、大住智彦、HIRO、RUMICHAN、小松玲子、田村千津子、YOUICHI MATSUO、石井誠
- スクロールデザイン：ASAE NISITUJI-BA（西辻朝枝）、S.MUKAI (JIJII)（向井伸介）、H.YONEZUKA（米塚啓和）、KOHAMA AKE&KURO（小濱暁美）、Y.TANOUE (TANOPU)（田上陽一）、RYO UNO（宇野亮）、YOKO.FUKUMOTO（福本容子）、TAKAKO NAKAMURA、KAZU.T（寺本和美）、A.OHNISHI（大西明子）、N.NIIYAMA（新山直子）、C.IWAI（岩井千佳）、SAWATCH、K.YAMAHASHI、H.OHNISHI（大西弘樹）
- メインミュージックコンポーズ：ANARCHY TAKAPON（岩井隆之）
- サブミュージックコンポーズ：岩井由紀、阿部功、奥河英樹、柴田徹也
- サウンドディレクション：Hiroaki "X68K" Kondo（近藤広明）
- サウンドデザイン：MOE.T（北村武）、伊瀬聡
- テストプレイヤー：NUKI、M.P ONI-SUZUKI（鈴木良太）、SKILL SMITH-BUG、SKILL SMITH-TTK、M KUNISHIGE、MIURA.F.KATSUSUKE、TOMITA YOSHIHIRO、MURATA AKIMORI
- スペシャルサンクス：SAKOMIZU（迫水新一郎）、NEO_G (ISHIZAWA)（石澤英敏）、SPP IORYA（江口勝博）、SATSUMA（池田陽一郎）、白岩卓也、Erik Suzuki、Dan Okada、Chris Tang、Miki Takano、Maki Yoshiura、The EDGE、SUPER SAILOR（廣瀬紀生）
- マーケットプロデューサー：中嶋浩二
- ゼネラルプロデューサー：船水紀孝、岡本吉起

### 関連書籍（ZERO3）
- 『ゲーメストムック Vol.159 ストリートファイターZERO3』新声社（原著1998年10月28日）。ISBN 978-4881995433。
- スタジオベントスタッフ『ALL ABOUT Vol.21 ストリートファイターZERO3』電波新聞社（原著1998年11月30日）。ISBN 978-4885544958。
- 『ストリートファイターZERO3 公式ガイドブック CHALLENGER'S EDITION』アスペクト（原著1999年1月8日）。ISBN 978-4757203068。
- 『ストリートファイターZERO3 公式ガイドブック MASTER'S EDITION』アスペクト（原著1999年3月27日）。ISBN 978-4757203945。

### オリジナル サウンド トラック（ZERO3）
- ストリートファイターZERO3（1998年9月21日にセルピュータより発売）

### ドラマCD（ZERO3）
ストリートファイターZERO3 ドラマアルバム
リュウの確保を目論むベガはバルログに命じてさくらを誘拐させる。リュウはさくらを連れ戻すために、単身シャドルーへと向かう。
- キャスト
  - リュウ：森川智之
  - さくら：笹本優子
  - かりん：山田美穂
  - R.ミカ：竹内順子
  - バルログ、ブランカ：上田祐司
  - コーディー、バイソン：檜山修之
  - ベガ：西村知道
  - 千歳ケイ：村井かずさ
  - 執事：田原アルノ
  - パイロット：清水敏孝
  - 手下1：宇垣秀成
  - 手下2：中田雅之

## コンピレーション作品

### ストリートファイターZERO Fighter's Generation
PlayStation 2向けに2006年5月25日に発売された。
AC版『ZERO』から『ZERO3』までの4作に『ポケットファイター』を合わせた計5タイトルを、隠しコマンドなども含めて忠実に移植。ロード画面がないAC版ほぼそのままの『ZERO』3部作が初めて家庭用でプレイできた。また隠しタイトルとして、シリーズの枠を超えて対戦できる『ハイパーストリートファイターZERO』を含む4作も収録。AC版『ZERO3↑』までのキャラクターが総登場し、アーケード版ではCPU専用だった『ZERO2』の真・豪鬼や『ZERO3』のファイナルベガなども全て使用できるように変更されているが、GBA版『ZERO3↑』とPSP版『ZERO3↑↑』の追加キャラクターは登場しない。
BGM関連もAC版を完全再現しており、上記の『恋しさと せつなさと 心強さと』も隠しトラックで収録されている。
2007年11月15日には、廉価版『Best Price!』として再発売された。

### ストリートファイター 30th アニバーサリーコレクション インターナショナル
PlayStation 4、Nintendo Switch、Xbox One、Steam向けに2018年10月25日に発売された。
12タイトルの中に『ZERO』『ZERO2』『ZERO3』を収録。パッケージ版のみ特典として「ALL ABOUT ストリートファイター 30周年復刻版」が同梱される。
PlayStation 4、Nintendo Switchはパッケージ版とダウンロード版で販売。Xbox One、Steamはダウンロード版のみの販売。
ただしアーケード版の各無印タイトルの忠実移植であるため、『ZERO2 ALPHA』や『ZERO3↑』の追加キャラクターは登場せず、CPU専用キャラクターである真・豪鬼（『ZERO2』）とファイナルベガ（『ZERO3』）も使用不可。
ほぼ完全移植ではあるが、クレジット投入機能と冒頭のQサウンド画面がカットされている（後者は『ZERO3』のみ再現）。

### カプコンアーケード2ndスタジアム
PlayStation 4、Nintendo Switch、Xbox One、Steam向けに2022年7月22日に発売された。
『ZERO』、『ZERO2』、『ZERO3』を収録。個別に購入することも可能。途中セーブ、巻き戻し機能搭載。

### カプコン ファイティング コレクション2
PlayStation 4、Nintendo Switch、Xbox One、Steam向けに2025年5月16日に発売された。
8タイトルの中に『ZERO3↑』を収録。同年8月6日にアップデートにより、GBA版『ZERO3↑』およびPSP版『ZERO3↑↑』の追加キャラクターが使用できる要素が追加された。

## その他作品

### OVA

#### ストリートファイターZERO - THE ANIMATION -
2000年8月31日、OVA化。『ストリートファイターII』10周年記念作品として発売された。リュウの弟と名乗る少年シュンなどのオリジナルキャラクターが登場。ケイン・コスギは国外版でもリュウの声を担当している。

##### ストーリー
真の格闘家を目指して戦いの旅を続けていたリュウは、自分の中に眠る「殺意の波動」に苦悩していた。そんな彼の前に、弟と名乗る少年、シュンが現れる。一方、世界各地の格闘家を連れ去っていたプロフェッサー、サドラーは、リュウの殺意の波動を狙っていた。

##### スタッフ
- 原作：カプコン
- 監督：山内重保
- 脚本：吉田玲子
- キャラクター・デザイン&作画総監督：馬越嘉彦
- 音楽：松尾早人
- 美術監督：加藤浩
- 撮影監督：鳥越一志
- アニメーション制作：グループ・タック、プラム
- 製作：カプコン、ポリドール、マンガ・エンターテイメント
- DVD版制作：カプコン セルピュータレーベル
- DVDオーサリング：ソニー・ミュージックエンタテインメント 信濃町スタジオ
- DVDパッケージ制作：メディアファクトリー
- DVDパッケージイラスト：馬越嘉彦
- DVD限定版Tシャツデザイン：カプコン デザインチーム
- 発売：カプコン セルピュータレーベル
- 販売：メディアファクトリー、クロス・エンタテインメント・ディストリビューション

##### キャスト
- リュウ：ケイン・コスギ
- ケン：一条和矢
- 春麗：冬馬由美
- 春日野さくら：大沢千秋
- ローズ：折笠愛
- シュン：木内レイコ
- 豪鬼：西村知道
- 千歳ケイ：長沢美樹
- ウォレス：島田敏
- ロレント：原沢勝広
- サドラー：中村大樹
- ザンギエフ：宇垣秀成
- ロザノフ：江川央生
- バルログ：石川和之
- 火引弾：石川和之
- 剛拳：山口健
- バーディー：大友龍三郎
- アドン：高木渉
- ソドム将軍：布目貞雄

#### ストリートファイターZERO: ジェネレーションズ
2005年10月25日、アメリカで発売。日本国内では、2009年8月5日に発売された『ストリートファイター ザ・レジェンド・オブ・チュンリー』の初回限定版DVDに特典として収録されている。日本国外版タイトルは『Street Fighter Alpha: Generations』。
ゲーム本編では語られなかった豪鬼の過去や、リュウと豪鬼の対峙、「殺意の波動」にまつわる悲劇と因縁などに焦点が置かれているが、一部の設定やデザインに関しては本作独自の要素も存在する。

##### ストーリー
師・轟鉄のもと「剛徳寺」にて修業を続ける若き格闘家・豪鬼。彼の傍には、ともに修業に励む兄・剛拳と、豪鬼を慕う轟鉄の娘・さやかがいたが、武の道を究めんとする豪鬼は禁じ手とされる波動の力に固執し、師である轟鉄を決闘の末に殺害。轟鉄の形見となった首飾りを奪い、姿を消す。
それから時は流れ「真の格闘家」を目指して修業の旅を続ける青年リュウは、師・剛拳の墓参りのため剛徳寺を訪れた際に、かつて自身の師を死に至らしめた男・豪鬼と再会する。己が進むべき道について苦悩するリュウだったが、ひょんなことから同門の技を使う謎の老人と出会ったことで、一時彼のもとに身を寄せることとなる。老人のもとでの修行や、老人の孫娘・風花との交流、リュウを追って現れた女子高生格闘家さくらとの試合などを経て迷いを振り切ったリュウは、宿命の相手である豪鬼と対峙する。

##### スタッフ
- 原作：カプコン
- 監督：桑名郁朗
- 音楽：Bill Laswell
- 撮影監督：岡崎英夫
- アニメーション制作 - A.P.P.P

##### キャスト
- リュウ：加瀬康之
- 風花、さやか：天野由梨
- ケン：花輪英司
- 春日野さくら：川崎真央
- 豪鬼：郷里大輔
- 剛拳：斉藤正
- 轟鉄：有本欽隆
- 老師：青野武
- 豪鬼（青年）：松本保典
- 剛拳（青年）：堀内賢雄

### その他
カードダス
『ZERO』『ZERO2』のカード（後者は『III』とのセット）。『ZERO』は裏面に隠しキャラクターやドラマチックバトルの出し方が書かれたカードがあり、SPECIAL版も製作されている。